# Trichogenia
Trichogenia is een geslacht van haften (Ephemeroptera) uit de familie Heptageniidae.

## Soorten
Het geslacht Trichogenia omvat de volgende soorten:
- Trichogenia hubleyi
- Trichogenia maxillaris
- Trichogenia nasuta
- Trichogenia ulmeri